# Jugoslavija na Poletnih olimpijskih igrah 1932
Kraljevino Jugoslavijo je na Poletnih olimpijskih igrah 1932 v Los Angelesu zastopal le en tekmovalec, Veljko Narančić v metu diska, kjer je osvojil sedemnajsto mesto, V ZDA pa je pripotoval na lastne stroške, saj Kraljevina Jugoslavija svojih športnikov zaradi oddaljenosti tekmovanja ni poslala na olimpijske igre.